# Албер (канал)
Вижте пояснителната страница за други значения на Албер.
Каналът Албер (на нидерландски: Albertkanaal; на френски: Canal Albert) е плавателен канал в Североизточна Белгия. Той свързва големите градове Лиеж и Антверпен, както и реките Мьоза и Схелде.
Дълбочината на канала Албер е 3,4 m, свободната височина – 6,7 m, а общата дължина – 129,5 km. Минималната ширина на дъното е 24 m и по него могат да се движат кораби с водоизместимост до 10 000 t. Най-голям е годишният трафик по канала през 1969 г., когато са превозени около 40 милиона тона товари. През 2005 г. теглото на товарите е около 22 милиона тона, като през канала преминават над 34 хиляди плавателни съда.
Каналът Албер е прокопан между 1930 и 1939 г., като до 1934 г. по него работи германската фирма „Хохтиф“. Той е използван за пръв път през 1940 г., но заради Втората световна война експлоатацията му започва едва през 1946 г.
Разликата в нивото между Антверпен и Лиеж е 56 m и тя се преодолява с общо 6 шлюза. 5 от шлюзовете (в Генк, Дипенбек, Хаселт, Квадмехелен и Олен) имат разлика в нивото от 10 m, а този във Вейнегем – 5,45 m.
През 1930-те години пътуването от Антверпен до Лиеж отнема 7 дни. В наши дни това става за 18 часа. След завършването на канала Рейн-Майн-Дунав през 1992 г. става възможно пътуването по вода от Антверпен през цяла Европа до Черно море.
|  | Тази страница частично или изцяло представлява превод на страницата Albert Canal в Уикипедия на английски. Оригиналният текст, както и този превод, са защитени от Лиценза „Криейтив Комънс – Признание – Споделяне на споделеното“, а за съдържание, създадено преди юни 2009 година – от Лиценза за свободна документация на ГНУ. Прегледайте историята на редакциите на оригиналната страница, както и на преводната страница, за да видите списъка на съавторите. ВАЖНО: Този шаблон се отнася единствено до авторските права върху съдържанието на статията. Добавянето му не отменя изискването да се посочват конкретни източници на твърденията, които да бъдат благонадеждни. |